# Caesetius flavoplagiatus
Caesetius flavoplagiatus är en spindelart som beskrevs av Simon 1910. Caesetius flavoplagiatus ingår i släktet Caesetius och familjen Zodariidae. Inga underarter finns listade.